# 堀崎町 (さいたま市)
堀崎町（ほりさきちょう）は、埼玉県さいたま市見沼区の町名。現行行政地名は堀崎町のみ。丁番を持たない単独町名である。住居表示未実施地区。郵便番号は337-0052。
本項では、堀崎町の前身である大字堀崎（ほりさき）と、同地域にかつて存在した北足立郡堀崎村（ほりさきむら）についても記す。

## 地理
さいたま市見沼区中部の大宮台地（片柳支台）上に位置する。大砂土東地区。災害時の避難所は大砂土東小学校。幅は東西約700 m、南北約 2,000 m、面積はおよそ115 haである。東で島町に、西で大和田町および東大宮に、南で蓮沼に、北で東大宮および島町に接する。中央を地内に流頭をもつ加田屋川が流れる。見沼区役所所在地。

### 河川
- 加田屋川

### 地価
国土交通省地価公示
- 所在および地番：堀崎町498番3外
- 価格：98,000円/m2
- 利用現況：住宅
  - 2016年（平成28年）1月1日時点[6]

## 歴史

### 地名の由来
台地が沼に突き出した場所であることから。

### 沿革
かつては江戸期より存在した武蔵国足立郡南部領に属する堀崎村であった。正保年間の『武蔵田園簿』では222石余（田100石余、畑121石余）、『元禄郷帳』では226石余、『天保郷帳』では258石余であった。助郷は日光御成街道岩槻宿組合に出役していたが、享保年間は中山道大宮宿にも出役していた。化政期の戸数は41軒で、村の規模は東西1町余、南北3町であった。
- 天正年間（1573年 - 1593年）に一部が旗本稲生氏の知行、1617年（元和3年）に一部が旗本河野氏の知行[5]。
- 1612年（慶長17年）に綾瀬川流域の宮ヶ谷塔村と深作村の間で新田開発される[5]。後に新田のうち7町歩ほどある水いかり田が鶴巻沼（深作沼）となり享保年間（後述）に再び開発される。
- 1625年（寛永2年）に残りが岩槻藩領となり、1681年（天和元年）は幕府領、1726年（享保10年）幕府領の一部が旗本荒川氏の知行となり、旗本三氏の相給と幕府領となる[5]。なお、検地は1612年（慶長17年）および1629年（寛永6年）に実施。
- 1745年（延享2年） - 原市村と瓦葺村と砂村との間に原地新田が開発される[5]。なお、新田の検地は1612年（慶長17年）、1731年（享保16年）、1745年（延享2年）にそれぞれ実施。
- 享保年間に鶴巻沼のかつての水いかり田部分が新田開発され、幕府領となる[5]。
- 1828年（文政11年）より岩槻宿寄場西組39か村組合に所属[5]。
- 幕末の時点では足立郡に属し、明治初年の『旧高旧領取調帳』の記載によると、旗本4氏（河村鐘之助、稲生伊勢守、荒川弥太郎、伏見猪之助）の知行であった[注釈 1]。
- 1868年（慶応4年）6月19日 - 武蔵知県事・山田政則（忍藩士）の管轄となる。
- 1869年（明治2年） 
  - 1月13日 - 武蔵知県事・宮原忠英の管轄区域に大宮県を設置、同県の管轄となる。県庁は東京府馬喰町に置かれる。
  - 9月29日 - 県庁が浦和に置かれ浦和県に改称。
  - 12月2日 - 旗本領が上知され、浦和県の管轄となる（府藩県三治制も参照）。
- 1871年（明治4年）11月13日 - 第1次府県統合により埼玉県の管轄となる。
- 1879年（明治12年）3月17日 - 郡区町村編制法の埼玉県での施行により北足立郡の所属となる。
- 1884年（明治17年） - 連合戸長制実施、戸長官撰に。堀崎村・島村・大和田村・猿ヶ谷戸村・大谷村・砂村で堀崎村連合結成。役場は堀崎村50番地。
- 1889年（明治22年）4月1日 - 町村制施行により、大和田村・砂村・土呂村・西本郷村・今羽村・堀崎村・島村が合併し、大砂土村が発足。大砂土村の大字堀崎となる。
- 1940年（昭和15年）11月3日 - 大宮町・三橋村・日進村・宮原村・大砂土村が合併し、大宮市が発足。大宮市の大字となる。
- 1960年（昭和35年）12月19日 - 一部を事業区域に含む砂土地区画整理事業（第2工区）の都市計画決定が告示される[7]。
- 1961年（昭和36年）7月15日 - 町名地番変更により、大字堀崎および大字砂の一部から堀崎町が成立[8]。
- 1965年（昭和40年）12月21日 - 地内にしらかば幼稚園が開園する[9]。
- 1971年（昭和46年）1月19日 - 砂土地区画整理事業（第2工区）の事業計画決定が告示される[7]。
- 1974年（昭和49年） - 町名地番変更により、堀崎町および砂町二丁目の各一部から東大宮三丁目が成立。
- 1996年（平成8年）1月13日 - 砂土地区画整理事業（第2工区）の換地処分が前日に行われた[7]ことに伴い、町名地番変更が行われ、大字堀崎および大字砂の各一部が堀崎町に編入される。また、大字堀崎・東大宮五丁目・大字砂・大字大和田・大字島の各一部から東大宮七丁目が成立。これにより大字堀崎は消滅[注釈 2]。
- 2001年（平成13年）5月1日 - 浦和市・大宮市・与野市が合併し、さいたま市が発足。さいたま市の町名となる。
- 2002年（平成14年）
  - 2月26日 - 一部を事業区域に含む七里駅北側特定土地区画整理事業の都市計画決定が告示される[7]。
  - 7月9日 - 七里駅北側特定土地区画整理事業の事業計画決定が告示される[7]。
- 2003年（平成15年）4月1日 - さいたま市が政令指定都市に移行し、同市見沼区の町名となる。また、見沼区役所が開設される。

### 堀崎村および大字堀崎に存在した小字
- 入島、下耕地、上耕地、北原、綾瀬[11]、大橋戸、精進場、上ノ台

## 世帯数と人口
2017年（平成29年）9月1日時点の世帯数と人口は以下の通りである。
| 町丁   | 世帯数    | 人口    |
| ------ | --------- | ------- |
| 堀崎町 | 3,549世帯 | 8,179人 |

## 小・中学校の学区
市立小・中学校に通う場合、学区（校区）は以下の通りとなる。
| 区域 | 小学校                     | 中学校                   |
| --- | -------------------------- | ------------------------ |
| 1 - 11番地、12番地2 - 12番地35、12番地40 - 最終 22・23番地、27 - 29番地、37 - 127番地 129 - 463番地、465 - 470番地 | さいたま市立蓮沼小学校     | さいたま市立大砂土中学校 |
| 1102 - 1154番地、1167 - 1277番地 1322 - 1342番地、1346 - 1625番地                                                  | さいたま市立島小学校       | さいたま市立大砂土中学校 |
| その他 | さいたま市立大砂土東小学校 | さいたま市立大砂土中学校 |

## 交通

### 鉄道
- 東武野田線（東武アーバンパークライン）
  - 大和田駅

### 道路
- 東大宮岩槻線
- 武道館通り

### バス
- 国際興業バス
  - さいたま東営業所
    - 東大03：東大宮駅 - 砂町原山 - 砂氷川社 - 東大宮七丁目 - 上ノ台公園 - 砂中央公園 - 堀崎町団地 - 堀崎郵便局 - 堀崎町 - 見沼区役所 - 大和田町二丁目 - 大和田駅
- さいたま市コミュニティバス
  - 見沼区コミュニティバス：国際興業バスさいたま東営業所に運行を委託
    - さぎ山ルート：大谷県営住宅 - 七里学校前 - 大谷中学校 - 大和田駅 - 見沼区役所 - 七里駅西 - 大谷県営住宅 - 片柳コミュニティセンター - 染谷南 - さぎ山記念公園（構内）
    - 沖郷ルート：大谷県営住宅 - 七里学校前 - 大谷中学校 - 大和田駅 - 見沼区役所 - 七里駅西 - 大谷県営住宅 - 片柳コミュニティセンター - 染谷南 - 沖郷会館
- さいたま市乗合タクシー
  - 見沼区片柳西地区乗合タクシー「カワセミ号」：見沼交通に運行を委託
    - 日大前→大和田駅南→見沼区役所→彩の国東大宮メディカルセンター→土呂駅→彩の国東大宮メディカルセンター→大和田駅南→大宮体育館→日大前

## 施設

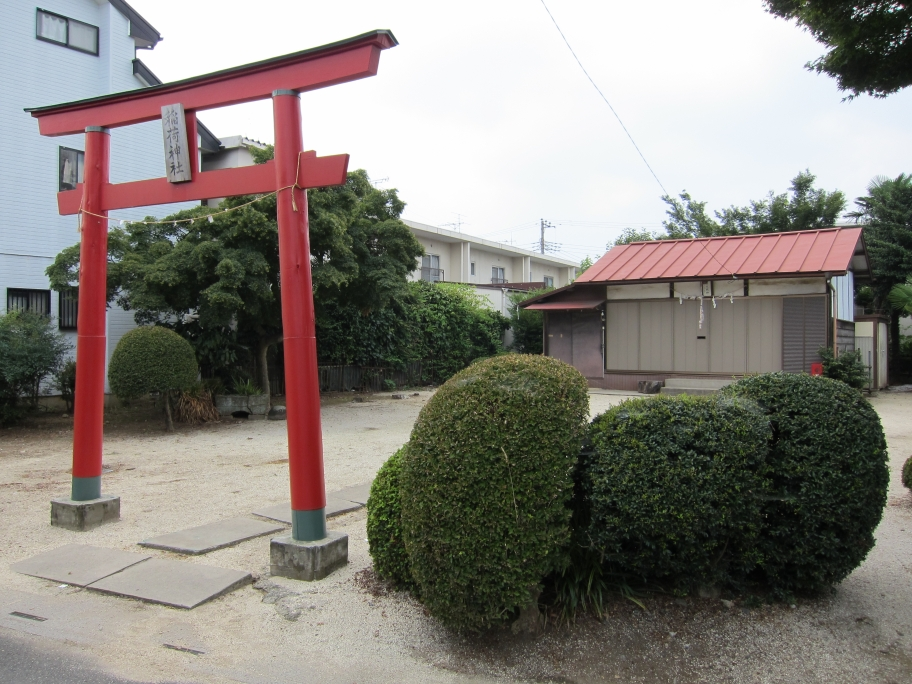
堀崎町の稲荷社
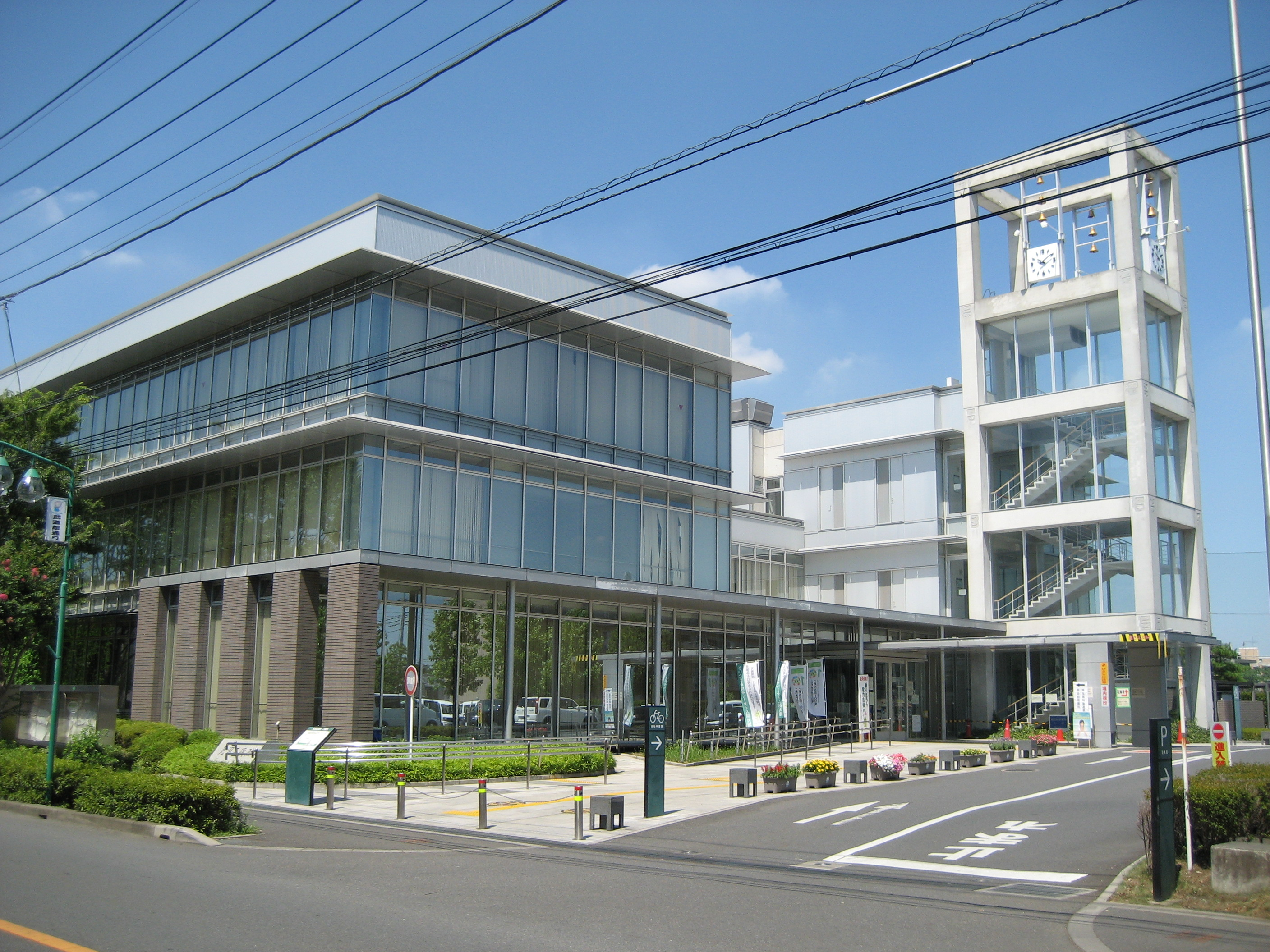
さいたま市見沼区役所
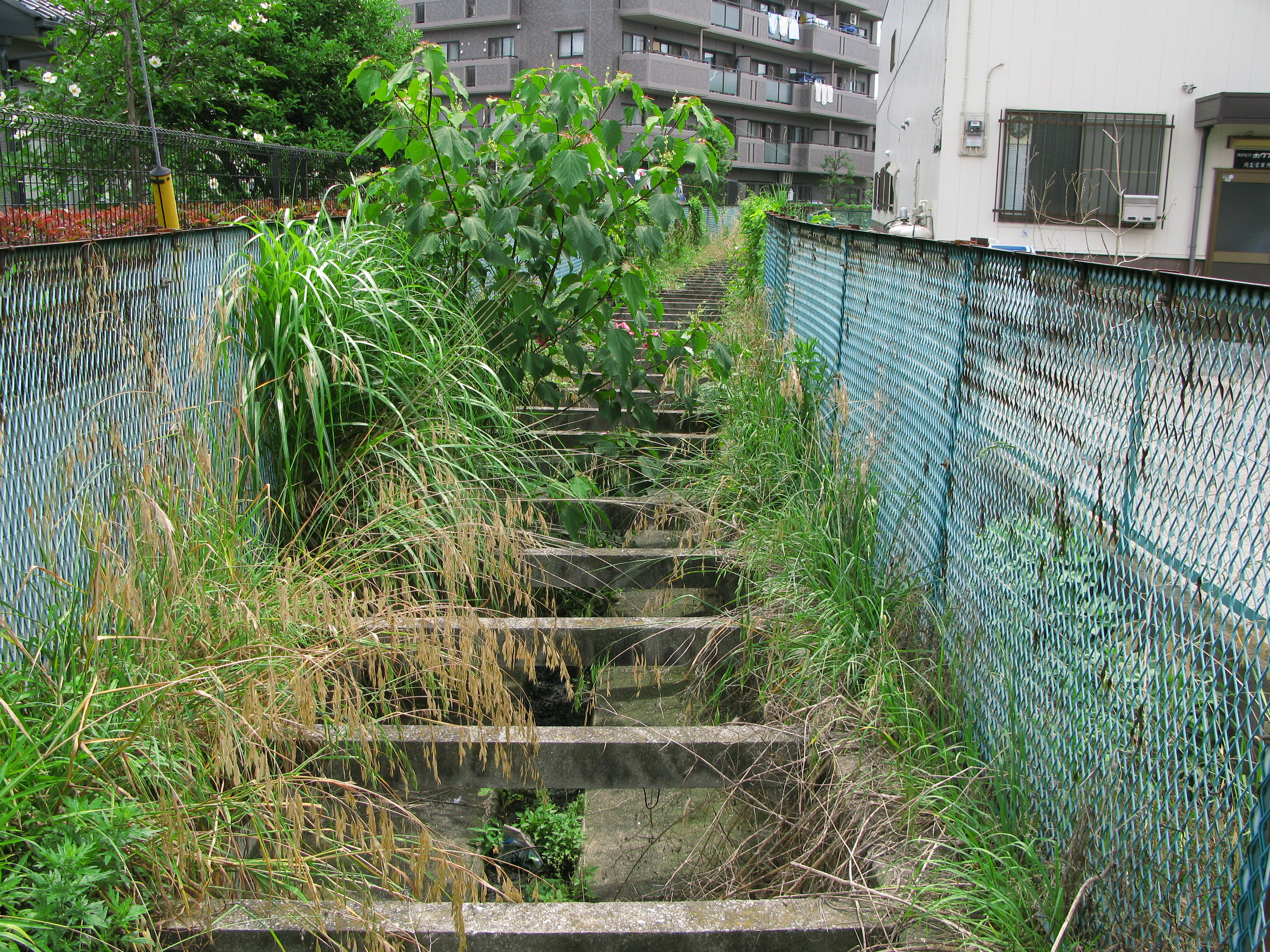
加田屋川
  - 埼玉りそな銀行七里支店 見沼区役所出張所
  - 武蔵野銀行東大宮支店 見沼区役所出張所
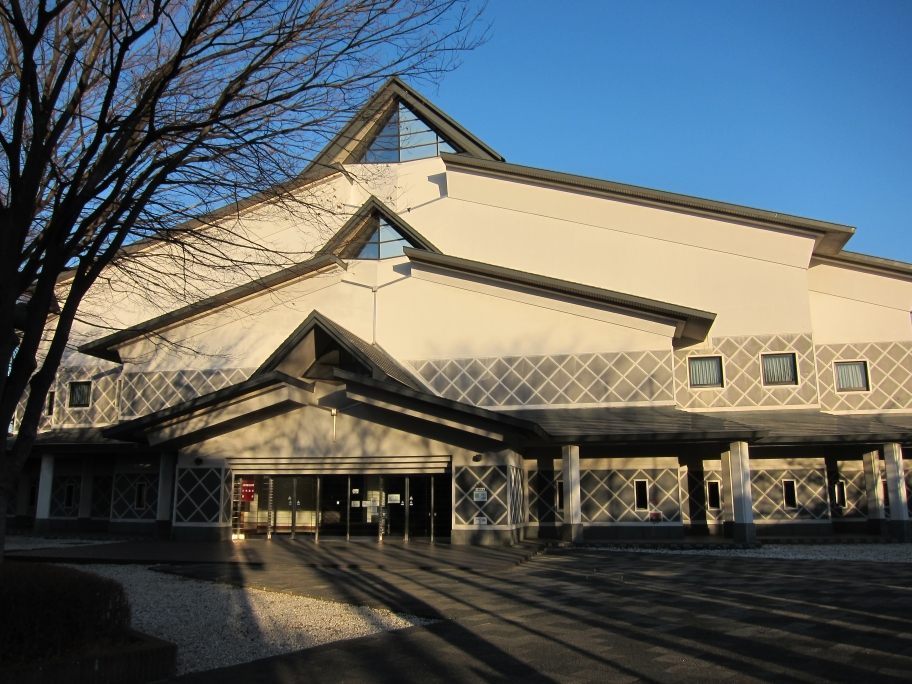
大宮武道館
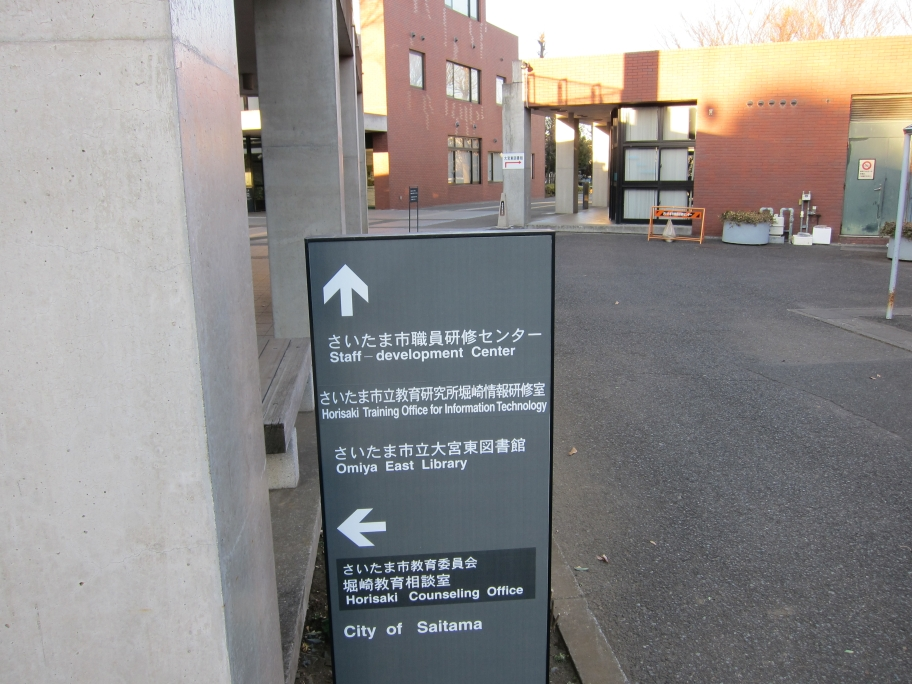
さいたま市職員研修センター
  - さいたま市立大宮東図書館を併設
- さいたま市立教育研究所 堀崎情報研修室
- さいたま市教育委員会 堀崎教育相談室
- 大宮堀崎郵便局
- 有料老人ホーム ニチイケアセンター堀崎
- しらかば幼稚園 - 学校法人沢田学園
- 堀崎公園
- 堀崎中央公園
- 上ノ台公園
- 堀崎北公園
- 堀崎団地第1公園
- 堀崎団地第2公園
- 堀崎町自治会館
  - 大聖寺不動尊
- 真言宗寺院堀崎地蔵堂
- 稲荷社
- 御嶽大権現

- 堀崎町の稲荷社
- 見沼区役所
- 加田屋川
- 大宮武道館
- さいたま市職員研修センター